# John Adams Dix

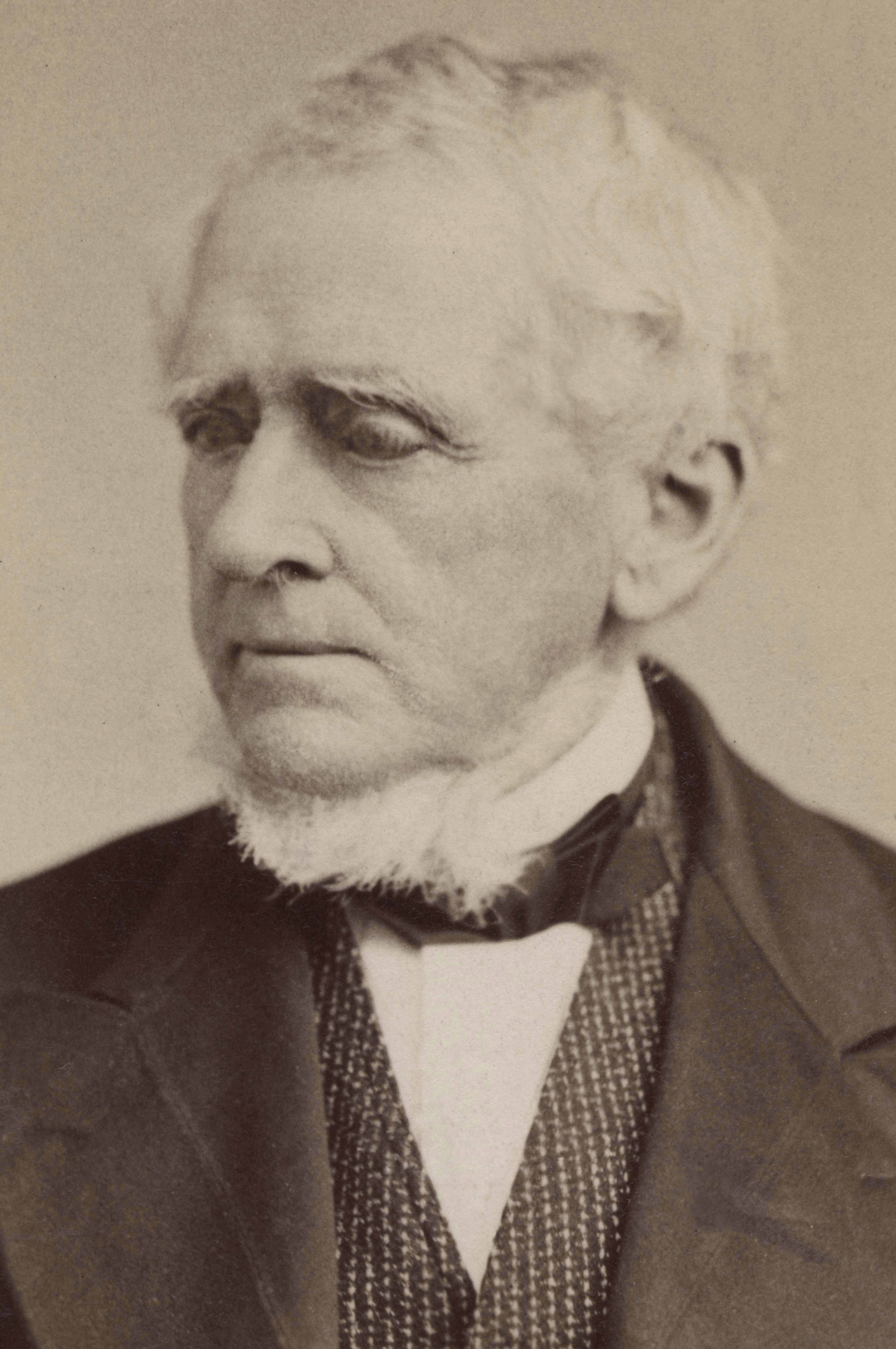
John Adams Dix

John Adams Dix (* 24. Juli 1798 in Boscawen, Merrimack County, New Hampshire; † 21. April 1879 in New York City) war ein US-amerikanischer Politiker, Senator, Finanzminister, General im US-Heer und Gouverneur des Bundesstaates New York.

## Vor dem Bürgerkrieg

### Kindheit und Jugend
John Adams Dix war das dritte Kind von Timothy Dix, einem Major im 14. US-Infanterie-Regiment, und wuchs mit 5 Geschwistern auf. Bis zum Alter von zwölf Jahren besuchte er eine Schule in Salisbury, New Hampshire, die Phillips Exeter Academy in Exeter, New Hampshire und 1811/1812 das College of Montreal.

### Militärdienst
Als 14-Jähriger trat Dix als Kadett in das US-Heer ein, wurde zum Fähnrich befördert und nahm an Kampfhandlungen entlang der kanadischen Grenze während des
Krieges 1812 teil. Nach dem Krieg diente er im 21. US-Infanterie-Regiment in Fort Constitution, New Hampshire und wurde im März 1814 zum Leutnant befördert. 1819 wurde Dix Aide-de-camp des Befehlshabers im Wehrbereich Nord. 1825 zum Hauptmann befördert, studierte er in New York City und Washington, D.C. Jura und wurde in der Hauptstadt als Rechtsanwalt zugelassen. 1826 heiratete Dix Catherine Morgan, die Tochter des Kongressabgeordneten John J. Morgan, der ihm eine Auslandsverwendung in Dänemark verschaffte. Nach seiner Rückkehr wurde Dix nach Fort Monroe, Virginia versetzt. Dort schied er aus gesundheitlichen Gründen am 29. Juli 1828 aus dem Dienst aus.

### Politische Laufbahn
Nach Dix’ Heirat setzte ihn sein Schwiegervater als Verwalter seines Landbesitzes in Cooperstown, New York ein. Nach seiner Entlassung aus dem Wehrdienst eröffnete Dix ebenda eine Anwaltspraxis. 1830 zog Dix nach Albany, New York und wurde vom Gouverneur von New York Enos T. Throop zum State Adjutant General ernannt. Während dieser Zeit trat Dix der demokratischen Partei bei und wurde bald einer ihrer einflussreichsten Führer. Unter Gouverneur William L. Marcy war er von 1833 bis 1838 Innenminister von New York. Zugleich war er Direktor der Schulaufsicht des Bundesstaates.
Dix gab von 1841 bis 1843 die literarische und wissenschaftliche Zeitschrift The Northern Journal heraus. 1842 wurde er als Abgeordneter in das Parlament des Bundesstaates gewählt. 1842 reiste Dix für zwei Jahre nach Europa und schrieb ein Buch über diese Reise.

### Senator von New York

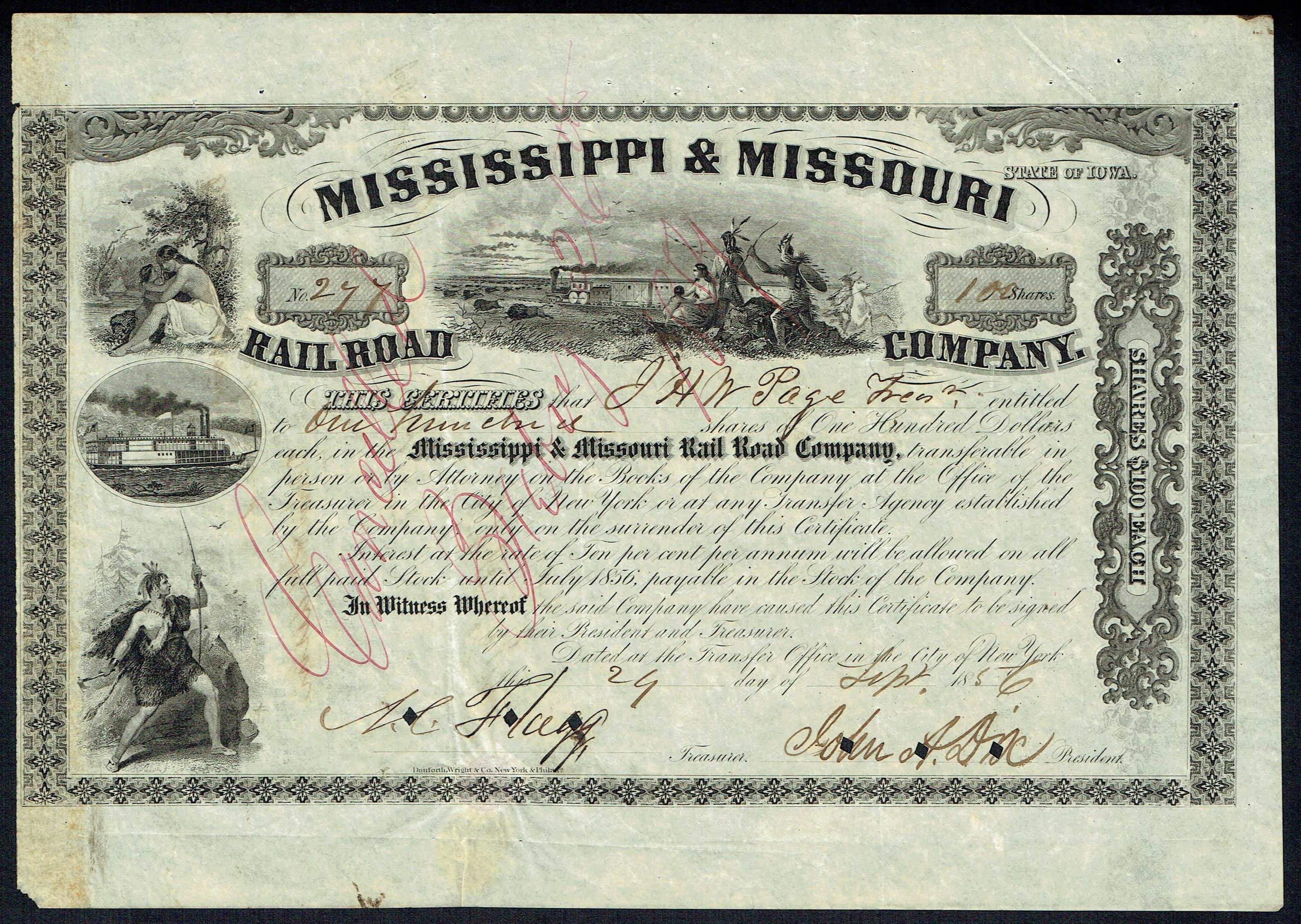
Aktie der Mississippi & Missouri Railroad Company vom 24. September 1856 mit Unterschrift von John Adams Dix

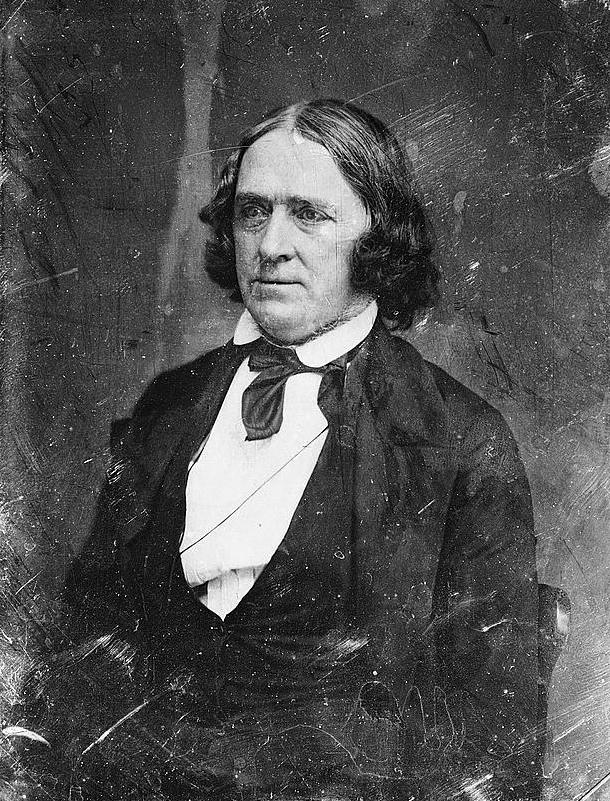
John Adams Dix in mittleren Jahren

Am 27. Januar 1845 wurde Dix als Nachfolger von Henry A. Foster zum Senator gewählt. Dort beschäftigte er sich bis 1849 besonders mit internationalen Angelegenheiten, der Expansion nach Westen und trat dabei der Ausbreitung der Sklaverei in den neu gewonnenen Territorien entgegen. Letztes brachte ihm die Gegnerschaft der Demokraten aus den Südstaaten ein.
1848 kandidierte er als Bewerber der Free Soil Party erstmals für das Amt des Gouverneurs von New York, unterlag aber bei den Wahlen Hamilton Fish. Von 1853 bis 1854 wurde er von Präsident Franklin Pierce zum Kämmerer (Treasurer) in New York City ernannt. Zusätzlich zu seinen vielen militärischen und politischen Ämtern war er von 1854 bis 1857 Präsident der Chicago and Rock Island Railroad und der Mississippi and Missouri Railroad. Zwischen 1860 und 1861 war er Postmeister von New York City.
Dix hatte sieben Kinder, die in den Jahren zwischen 1827 und 1847 geboren wurden. Nur drei überlebten ihn.

### Finanzminister unter Präsident Buchanan
Am 15. Januar 1861 wurde er als Nachfolger von Philip F. Thomas von Präsident James Buchanan zum Finanzminister ernannt. Dieses Amt übte er jedoch nur knapp zwei Monate bis zum Ende von Buchanans Amtszeit am 4. März 1861 aus.
Während der angespannten Lage, die am 12. April 1861 zum Sezessionskrieg führte, sandte er als Finanzminister ein Telegramm an den Kommandanten eines Zollkutters in New Orleans mit folgenden Worten:

“If any one attempts to haul down the American flag, shoot him on the spot.”

„Wenn irgendjemand versucht, die amerikanische Flagge einzuholen, erschießen Sie ihn auf der Stelle.“

Dieses Telegramm erreichte den Kommandanten jedoch nicht mehr, weil der Kutter inzwischen von der konföderierten Marine erobert worden war. Dennoch wurde der Spruch in der Presse veröffentlicht und später in leicht abgewandelter Form auf Münzen geprägt.

## Bürgerkrieg

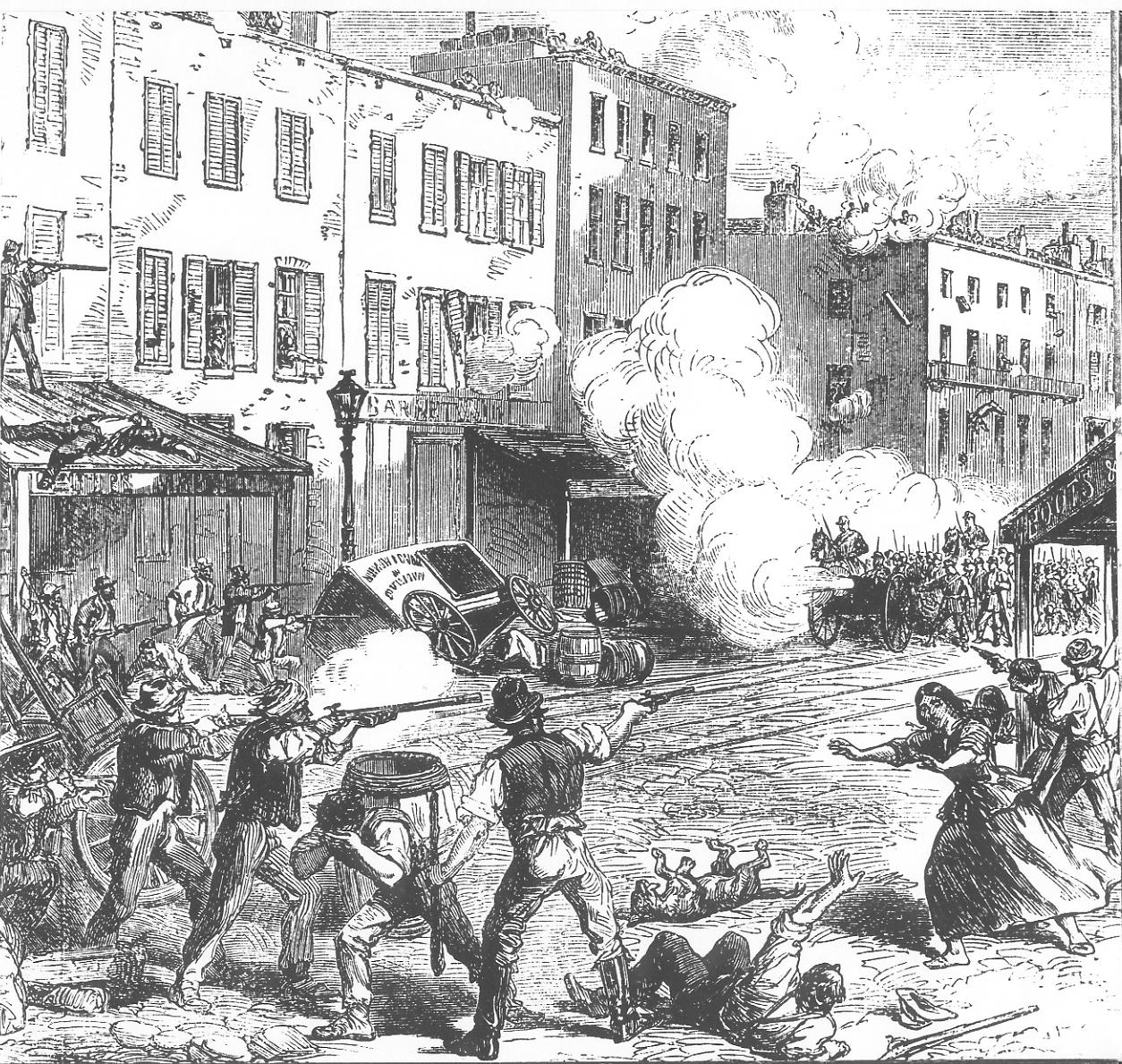
Kampf der Regierungstruppen mit den Aufständischen während der Draft Riots im Juli 1863

Zu Beginn des Bürgerkrieges am 12. April 1861 wurde Dix Vorsitzender des Verteidigungsausschusses (Union Defense Committee) in New York. In dieser Funktion befahl er Maßnahmen für die nationale Verteidigung in einem Umfang von zwei Millionen Dollar. Gleichzeitig wurde er als Befehlshaber der Milizen des Bundesstaates New York zum Generalmajor befördert. Der ersten Forderung Präsident Lincolns an die Bundesstaaten, Truppen für die Union aufzustellen, kam er mit 17 Regimentern (ca. 17.000 Mann) nach.
Wenig später wurde Dix trotz seines Alters von 63 Jahren reaktiviert und im Juni 1861 zum Generalmajor der Freiwilligenorganisation des Heeres befördert. Im Sommer 1861 wurde er zum Befehlshaber des Wehrbereichs Maryland ernannt. Seine Hauptaufgabe bestand darin, einen Austritts Marylands aus der Union zu verhindern.
Im Juni 1862 wurde Dix Kommandant von Fort Monroe. Mit D.H. Hill schloss er am 22. Juli 1862 das Abkommen über den Austausch von Kriegsgefangenen (Dix-Hill-Cartel).
Im Juli 1863 wurde Dix zum Befehlshaber des Wehrbereichs Ost ernannt und hatte erheblichen Anteil der Niederschlagung der gewalttätigen Unruhen in New York. Gleichzeitig war er von 1863 bis 1866 Präsident der Eisenbahngesellschaft Union Pacific Railroad. Während dieser Zeit begann der Bau der transkontinentalen Eisenbahnlinie zwischen Omaha und Sacramento. Im Juli 1865 wurde er aus dem Militärdienst in den Ruhestand versetzt.

## Nach dem Bürgerkrieg
Im August 1866 wurde Dix Präsident der National Union Convention, die nach dem Tod von Präsident Lincoln als Hauptaufgabe die Suche nach Unterstützern für den neuen Präsidenten Andrew Johnson hatte.
Noch im selben Jahr wurde er als Nachfolger von John Bigelow Gesandter in Frankreich. Nach seiner Rückkehr wurde er 1872 Präsident der Erie Railroad.
Inzwischen der Republikanischen Partei beigetreten, wurde Dix 1872 zum Gouverneur des Bundesstaates New York gewählt. Obwohl er erfolgreich die während seiner Vorgänger entstandene Korruption bekämpfte, wurde er nicht wiedergewählt. Auch eine Kandidatur zum Bürgermeister von New York City scheiterte 1876 gegen den demokratischen Bewerber Smith Ely.

### Weitere Ämter
Von der Trinity Church wurde Dix 1849 zum Gemeindevertreter gewählt und 1872 zum Rechnungsprüfer dieser Gemeinde. Auch war er Delegierter der Diözese von New York und Abgeordneter der Generalversammlung der Episcopal Church.
Dix war gebildet und beherrschte mehrere Sprachen fließend. Er war ein guter Redner und veröffentlichte etliche Bücher, Studien, Aufsätze und Übersetzungen. Er starb am 21. April 1879 in New York.
Das US-Heer benannte einen Stützpunkt in New Jersey, Fort Dix, nach ihm.

## Veröffentlichungen
- Northern Light. 1841–1843 (Literatur- und Wissenschaftsmagazin, Herausgeber)
- Sketch of the resources of the city of New York: With a view of its municipal government, population & &. G. & C. Carvill, New York 1827; Textarchiv – Internet Archive
- Decisions of the Superintendents of Common Schools. Albany 1837
- The war with Mexico. Printed at the Congressional globe office, Washington, 1848; Textarchiv – Internet Archive
- A Winter in Madeira, and a Summer in Spain and Florence. William Holdredge, New York, 1850; Textarchiv – Internet Archive
- Speeches and occasional addresses. Vol. I. D. Appleton and Company, New York 1864; Textarchiv – Internet Archive
- Speeches and occasional addresses. Vol. II.; Textarchiv – Internet Archive
- The presidency. Letter of General Dix to the Committee of the Mass meeting in Philadelphia. 8. Oktober 1864; Textarchiv – Internet Archive
- “Dies Irae”. Dies Irae Thomas of Celano fl. 1257. Translation Priv. print, Cambridge 1863 (Übersetzung 1863); Textarchiv – Internet Archive
- “Stabat mater”. (Übersetzung 1868).
- Morgan Dix: Memoirs of John Adams Dix. Volume 1. Harper & Brothers, New York 1883; Textarchiv – Internet Archive
- Morgan Dix: Memoirs of John Adams Dix. Volume II. Harper & Brothers, New York 1883; Textarchiv – Internet Archive